# William Chauvenet
William Chauvenet (1820-1870) va ser un matemàtic i astrònom estatunidenc.

## Vida i obra
El seu pare, Marc Chauvenet, nascut a Narbona (França), va emigrar als Estats Units el 1816 treballant per a una empresa que va fer fallida poc després. Aleshores, el pare, ja casat amb una americana, va comprar una granja a Milford (comtat de Pike, Pennsylvània), on va néixer William Chauvenet.
De 1836 a 1840 va estudiar matemàtiques i humanitats a la universitat Yale, on es va graduar amb honors. Després d'un bre espai de temps, el 1841 va acceptar un lloc de professor de matemàtiques a l'Escola Naval.
Com que el satisfeia el tipus d'ensenyament que rebien els cadets de la Marina, va lluitar per una renovació dels mètodes, sent nomenat per a una comissió d'estudi sobre el tema. Les conclusions d'aquest estudi van portat a la fundació el 1845 de l'Escola Naval d'Annapolis (Maryland) de la que ell va ser el professor titular de matemàtiques i astronomia, a més del responsable del seu observatori astronòmic.
El 1859, en retirar-se de la Marina, va rebre ofertes de les universitats de Yale (Connecticut) i de la recentment fundada universitat Washington (Saint Louis (Missouri), acceptant aquesta última. Poc temps després va ser nomenat rector de la universitat. A partir de 1865 va començar a manifestar-se la malaltia de la que acabaria morint.
Chauvenet va fer molt per introduir les idees astronòmiques europees als Estats Units. Els seus tres texts d'astronomia, de matemàtiques i de navegació van ser amplament utilitzats als Estats Units durant bastants anys. Sobre tot el seu tractat de trigonometria plana i esfèrica (1859).
Cjauvenet va ser successivament secretari general i president de l'Associació americana per l'avanç de la ciència.